# Hono Winterstein
Paul „Hono“ Winterstein (* 27. Februar 1962 in Forbach) ist ein französischer Gitarrist des Gypsy-Jazz.

## Leben und Wirken

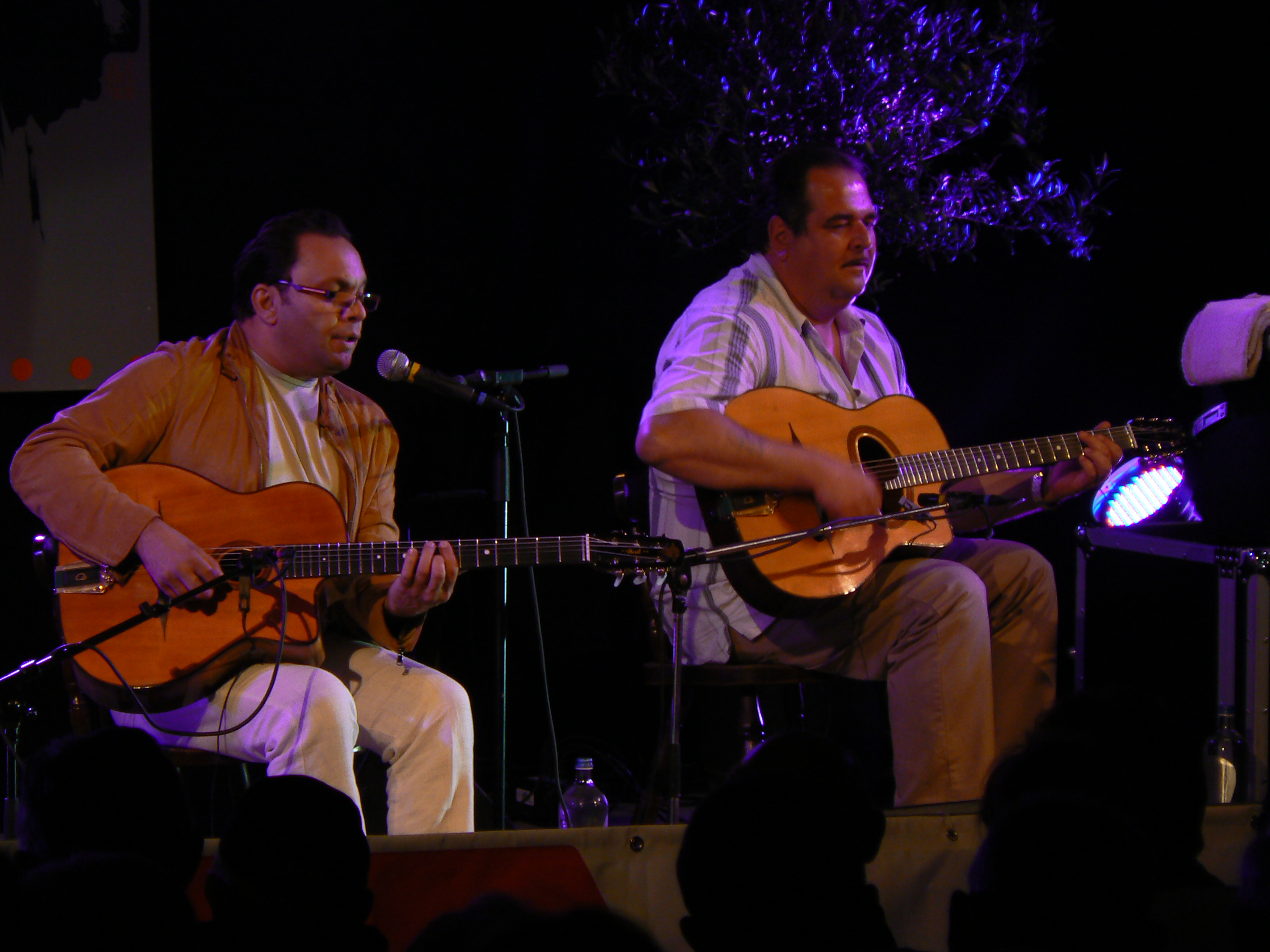
Biréli Lagrène und Hono Winterstein

Winterstein stammte aus einer musikalischen Manouche-Familie; sein Bruder Jean-Louis „Popots“ Winterstein ist ebenfalls Swing-Manouche-Gitarrist. Schon früh lernte er das Gitarrenspiel, beeinflusst von der Musik von Django Reinhardt. 1978 spielte er mit Dorado Schmitt im Gino Reinhardt Trio. Seitdem arbeitete er als Rhythmusgitarrist u. a. mit Dorado (Notre histoire, 1985) und Samson Schmitt,  Tchavolo Schmitt, Patrick Saussois und seit 2001 mit Biréli Lagrène, mit dem er auch in den Vereinigten Staaten und Japan tourte. Tom Lord zufolge war Winterstein von 1985 bis 2014 an elf Aufnahmesessions beteiligt, außerdem mit Wawau Adler, Martin Weiss, Adrien Moignard, Sara Lazarus (It's All Right with Me) und Marcel Loeffler (Around Gus Dreyfus 2010). Er begleitete auch Patricia Kaas.
In dem Spielfilm Django – Ein Leben für die Musik von Etienne Comar spielt er den Musiker Toto Hoffman.